# Putterersee
Putterersee är en sjö i Österrike.   Den ligger i förbundslandet Steiermark, i den centrala delen av landet, 180 km väster om huvudstaden Wien. Putterersee ligger 655 meter över havet.
I omgivningarna runt Putterersee växer i huvudsak blandskog. Runt Putterersee är det ganska glesbefolkat, med 25 invånare per kvadratkilometer.